# 释唯觉
释唯觉（1918年—1990年），俗姓王，号邦荣，男，浙江乐清人，中国佛教僧人，曾任中国佛教协会常务理事，第七届全国政协委员。